# Alternariol
Alternariol (doorgaans afgekort tot AOH) en zijn monomethylether AME zijn mycotoxines die geproduceerd worden door schimmels van het geslacht Alternaria, en dan in het bijzonder door de soort Alternaria alternata. De biosynthese verloopt via een polyketide.
Door de wijde verbreiding van Alternaria komen deze toxines in veel levensmiddelen voor zoals groenten en vruchten, waaronder tomaten, aardappelen, mandarijnen, druiven, meloenen, appelen, frambozen, aardbeien. Verder komen ze voor in granen zoals gierst, tarwe en rogge, in olijven en in noten.
De acute giftigheid van AOH en AME is weliswaar gering, in in vitro laten de stoffen echter een sterk mutagene en teratogene werking zien. De stoffen worden met het ontstaan van slokdarmkanker in verband gebracht.